# Unione Sportiva Massese 2006-2007
Questa voce raccoglie le informazioni riguardanti l'Unione Sportiva Massese nelle competizioni ufficiali della stagione 2006-2007.

## Rosa
| N. |                     | Ruolo | Calciatore         |
| -- | ------------------- | ----- | ------------------ |
|    | Italia (bandiera)   | D     | Andrea Antonioli   |
|    | Italia (bandiera)   | C     | Patrizio Billio    |
|    | Italia (bandiera)   | D     | Matteo Bonatti     |
|    | Italia (bandiera)   | A     | Francesco Cangi    |
|    | Svizzera (bandiera) | C     | Gerardo Clemente   |
|    | Italia (bandiera)   | C     | Andrea Consumi     |
|    | Italia (bandiera)   | D     | Michele Coppola    |
|    | Italia (bandiera)   | C     | Daniele Dalla Bona |
|    | Italia (bandiera)   | C     | Luca Fiasconi      |
|    | Italia (bandiera)   | A     | Emanuele Francioni |
|    | Italia (bandiera)   | P     | Massimo Gazzoli    |
|    | Italia (bandiera)   | D     | Simone Lonzi       |
|    | Italia (bandiera)   | C     | Alessio Mariotti   |

| N. |                   | Ruolo | Calciatore        |
| -- | ----------------- | ----- | ----------------- |
|    | Italia (bandiera) | C     | Mario Massaro     |
|    | Italia (bandiera) | D     | Tobia Melis       |
|    | Italia (bandiera) | A     | Riccardo Musetti  |
|    | Italia (bandiera) | C     | Matteo Negrini    |
|    | Italia (bandiera) | P     | Federico Nicastro |
|    | Italia (bandiera) | C     | Lorenzo Pasciuti  |
|    | Italia (bandiera) | C     | Marco Pepe        |
|    | Canada (bandiera) | A     | Rocco Placentino  |
|    | Italia (bandiera) | C     | Fabio Sacenti     |
|    | Italia (bandiera) | A     | Maurizio Sala     |
|    | Italia (bandiera) | C     | Nicola Silvestri  |
|    | Italia (bandiera) | A     | Ivano Sorrentino  |
|    | Italia (bandiera) | C     | Paolo Tricoli     |

## Risultati

### Campionato

#### Girone di andata
| 3 settembre 2006 1ª giornata | Massese | 1 – 2 | Cittadella |  |

| 10 settembre 2006 2ª giornata | Sangiovannese | 1 – 2 | Massese |  |

| 17 settembre 2006 3ª giornata | Massese | 0 – 0 | Venezia |  |

| 24 settembre 2006 4ª giornata | Pro Sesto | 0 – 0 | Massese |  |

| 1º ottobre 2006 5ª giornata | Massese | 0 – 0 | Pisa |  |

| 8 ottobre 2006 6ª giornata | Pizzighettone | 0 – 0 | Massese |  |

| 15 ottobre 2006 7ª giornata | Novara | 0 – 0 | Massese |  |

| 22 ottobre 2006 8ª giornata | Massese | 1 – 1 | Pistoiese |  |

| 29 ottobre 2006 9ª giornata | Lucchese | 1 – 0 | Massese |  |

| 5 novembre 2006 10ª giornata | Massese | 0 – 0 | Pro Patria |  |

| 12 novembre 2006 11ª giornata | Sassuolo | 2 – 0 | Massese |  |

| 19 novembre 2006 12ª giornata | Massese | 1 – 1 | Grosseto |  |

| 26 novembre 2006 13ª giornata | Massese | 1 – 0 | Padova |  |

| 3 dicembre 2006 14ª giornata | Cremonese | 3 – 0 | Massese |  |

| 10 dicembre 2006 15ª giornata | Massese | 1 – 0 | Pavia |  |

| 17 dicembre 2006 16ª giornata | Monza | 2 – 5 | Massese |  |

| 23 dicembre 2006 17ª giornata | Massese | 2 – 0 | Ivrea |  |

#### Girone di ritorno
| 14 gennaio 2007 18ª giornata | Cittadella | 1 – 0 | Massese |  |

| 21 gennaio 2007 19ª giornata | Massese | 3 – 3 | Sangiovannese |  |

| 28 gennaio 2007 20ª giornata | Venezia | 2 – 2 | Massese |  |

| 4 febbraio 2007 21ª giornata | Massese | 1 – 0 | Pro Sesto |  |

| 11 febbraio 2007 22ª giornata | Pisa | 2 – 1 | Massese |  |

| 18 febbraio 2007 23ª giornata | Massese | 1 – 1 | Pizzighettone |  |

| 25 febbraio 2007 24ª giornata | Massese | 1 – 0 | Novara |  |

| 4 marzo 2007 25ª giornata | Pistoiese | 4 – 0 | Massese |  |

| 18 marzo 2007 26ª giornata | Massese | 0 – 0 | Lucchese |  |

| 25 marzo 2007 27ª giornata | Pro Patria | 2 – 1 | Massese |  |

| 1º aprile 2007 28ª giornata | Massese | 0 – 2 | Sassuolo |  |

| 7 aprile 2007 29ª giornata | Grosseto | 1 – 0 | Massese |  |

| 15 aprile 2007 30ª giornata | Padova | 3 – 1 | Massese |  |

| 22 aprile 2007 31ª giornata | Massese | 1 – 1 | Cremonese |  |

| 29 aprile 2007 32ª giornata | Pavia | 2 – 3 | Massese |  |

| 6 maggio 2007 33ª giornata | Massese | 1 – 1 | Monza |  |

| 13 maggio 2007 34ª giornata | Ivrea | 1 – 2 | Massese |  |